# رودل‌اشتات
شهر رودل‌اشتات (به آلمانی: Rudolstadt) در ایالت تورینگن در کشور آلمان واقع شده‌است.